# Ototoxicitate
Ototoxicitatea implică o afectare la urechii, mai exact la nivel coclear sau la nivelul aparatului vestibular, prin intermediul lezării nervului vestibulocohlear. Este de obicei indusă prin tratament medicamentos, putând fi reversibilă sau ireversibilă. Medicamentele care sunt ototoxice sunt utilizate, în ciuda acestui efect advers care poate fi permanent, în condiții de sănătate foarte grave.

## Exemple
Medicamente ototoxice sunt antibioticele (precum gentamicină, streptomicină, tobramicină), diureticele de ansă (precum furosemidul), antineoplazicele pe bază de platină (precum cisplatină și carboplatină) și unele antiinflamatoare nesteroidiene (precum salicilații).